# Ontario
Pour les articles homonymes, voir Ontario (homonymie).
L'Ontario (/ɔ̃.ta.ʁjo/ ; en anglais : /ˌɑn.ˈtɛə.ɹi.oʊ/) est une province du Canada. Située dans la région centrale du pays, c'est la province située le plus au sud du pays. Selon le recensement du Canada de 2021, elle est la province la plus peuplée : 38,45 % de la population canadienne y réside. Elle est la deuxième plus grande province après le Québec, ainsi que la quatrième plus grande subdivision territoriale, en tenant compte des Territoires du Nord-Ouest et du Nunavut. Elle abrite la capitale du pays, Ottawa, ainsi que la plus grande ville canadienne, Toronto, qui est la capitale provinciale.
L'Ontario est bordé par la province du Manitoba à l'ouest, les baies d'Hudson et James au nord et le Québec à l'est et au nord-est. Elle partage également une longue frontière avec les États-Unis, s'étendant sur 2 700 km et suivant des voies navigables intérieures : de l'ouest du lac des Bois vers l'est le long des principales rivières et lacs du système de drainage. La frontière inclut la rivière à la Pluie, la rivière Pigeon, le lac Supérieur, la rivière Sainte-Marie, le lac Huron, la rivière Sainte-Claire, le lac Sainte-Claire, la rivière Détroit, le lac Érié, le Niagara, le lac Ontario, et le fleuve Saint-Laurent de Kingston jusqu'à la frontière du Québec, à l'est de Cornwall. Il n'y a qu'environ un kilomètre de frontière terrestre, en incluant le portage de la Hauteur des Terres.
L'Ontario est généralement divisé en deux régions, le Nord et le Sud. La grande majorité de la population et des terres arables sont situées dans la partie méridionale. À l'inverse, le Nord n'est que peu peuplé, a une forêt dense, et des hivers rigoureux, l'exploitation minière et la sylviculture constituant les principales industries de la région.

## Étymologie
La province fut nommée d'après le lac Ontario, un terme dérivant de Ontarí:io, mot venant de la langue huronne et signifiant « grand lac » ou bien « belle eau scintillante ».

## Règles de graphie, de genre et d’emploi
L'Ontario est de genre masculin. Lorsqu’on utilise le mot « province », il est d’usage d’écrire « La province d'Ontario ». Avec les autres mots, l'article doit être utilisé, donc, par exemple, « Le gouvernement de l'Ontario ». Son abréviation est : Ont. et il est le premier si on ne précise pas l'ordre à suivre, étant donné qu'il est la première des provinces et territoires à faire son entrée dans la confédération.

## Histoire
Avant l'arrivée des Européens, la région, sans villages, était habitée par les peuples algonquiens (les Saulteux, les Cris et les Algonquins) et iroquoïens (les Iroquois, les Hurons et les Neutres).

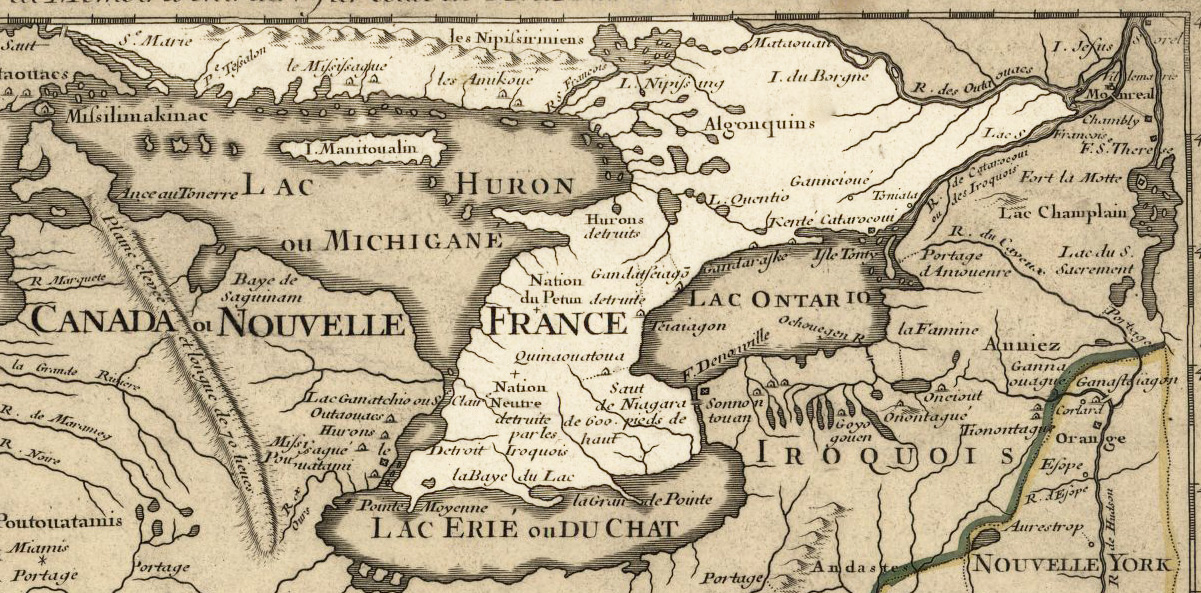
L'Ontario en 1718.

L'explorateur français Étienne Brûlé explora une partie de la région de la baie Georgienne de 1610 à 1612. L'explorateur anglais Henry Hudson navigua sur la baie d'Hudson et la baie James en 1611, ce qui permit à l'Angleterre de revendiquer les alentours, tandis que l'explorateur français Samuel de Champlain atteignit le lac Huron en 1615 et les missionnaires français commencèrent à établir des missions aux abords des Grands Lacs. L'exploration française fut entravée par les hostilités avec les Iroquois, qui s'allièrent plus tard aux Anglais.
La Grande-Bretagne établit des comptoirs à la baie d'Hudson vers la fin du XVIIe siècle, commençant une lutte pour la domination de l'Ontario. Le traité de Paris, signé officiellement le 10 février 1763, mit fin à la guerre de Sept Ans en cédant presque tout l'Empire français en Amérique (nommé textuellement « le Canada » à l'article 4 du Traité, ceci correspondant alors à l'usage courant tant en France que dans la colonie ; l'expression la Nouvelle-France n'y est pas utilisée) aux Britanniques et aux Espagnols. La région aujourd'hui appelée Ontario fut annexée à la Province de Québec en 1774. Cette Province de Québec a été créée par le souverain britannique George III, à la suite de sa Proclamation royale du 7 octobre 1763, à peine huit mois après le Traité de Paris ; un des buts était de faire disparaître le nom « Canada », alors complètement associé à l'histoire de la France. À la suite de la guerre d'indépendance des États-Unis, plusieurs colons américains demeurés loyaux, loyalistes à la couronne britannique immigrent dans la Province de Québec. Ces derniers, désirant vivre selon les coutumes britanniques revendiquent des amendements à l'acte de Québec de 1774. La loi constitutionnelle de 1791 remit sur la carte le « Canada » et scinda la Province en deux parties, les haut et bas Canadas :
- le Haut-Canada, à l'ouest de la rivière des Outaouais, fonctionnant selon les coutumes britanniques ;
- le Bas-Canada, à l'est, poursuivant avec les particularités de l'acte de Québec tout en instaurant le système parlementaire britannique.

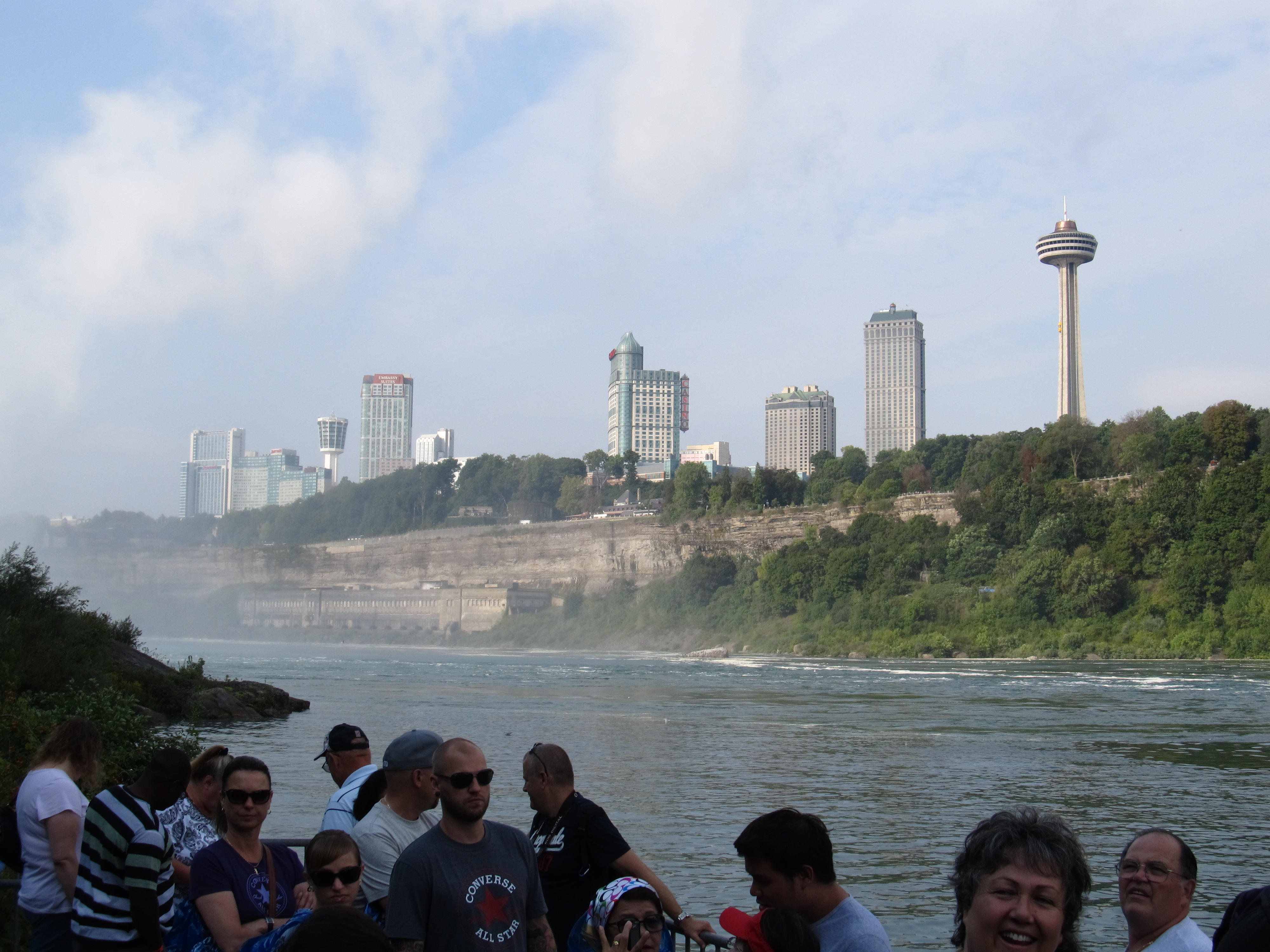
La ville de Niagara Falls trouve son origine dans les implantations françaises d'avant la conquête de 1759.

Dès l'époque de la Nouvelle-France, le territoire actuel de l'Ontario est parsemé d'implantations françaises qui sont à l'origine de nombreuses agglomérations ontariennes aujourd'hui.
On retrouve diverses implantations en Ontario : religieuses, militaires et civiles.
Militairement, ont été bâtis le Fort Niagara, le Fort Douville, le Fort Frontenac, le Fort Portneuf, le Fort Rouillé, le Fort Saint-Louis, le Fort Caministigoyan, le Fort Sainte-Anne, le Fort Michipicoton, le Fort Saint-Pierre et le Fort Tourette.
Du point de vue religieux, le meilleur exemple d'implantation est la mission jésuite française de Sainte-Marie-du-Sault qui s'établit en 1668.
Il faut ajouter des implantations telles le Fort Pontchartrain du Détroit fondé en 1701 par le sieur Cadillac sur les rives de la rivière Détroit. Du côté ontarien, on voit en 1748 la rive canadienne étendre ainsi cette implantation française. Ces implantations françaises en Ontario sont devenues, sous le régime anglais et donc au Canada, des villes telles Windsor, Sault-Sainte-Marie, Niagara Falls et plusieurs autres,.
Les troupes américaines de la guerre anglo-américaine de 1812 incendièrent Toronto en 1813. Après la guerre, beaucoup d'immigrants britanniques vinrent s'installer en Haut-Canada, et commencèrent à s'irriter contre l'aristocratique Family Compact qui gouvernait la région, de même que la Clique du Château gouvernait au Bas-Canada. Alors, la rébellion en faveur du gouvernement responsable se leva aux deux régions, sous Louis-Joseph Papineau par les Patriotes canadiens-français au Bas-Canada, et sous William Lyon Mackenzie au Haut-Canada par les « Patriots » écossais.

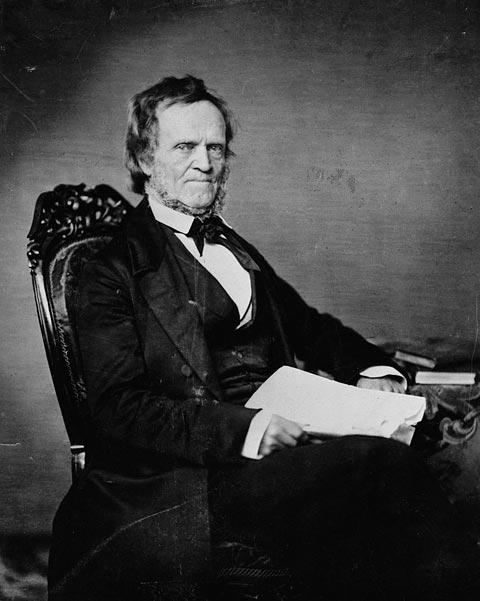
William Lyon Mackenzie est surtout connu pour sa tentative de rébellion au Haut-Canada. Il fut le premier maire de Toronto.

Bien que les deux rébellions fussent écrasées, le gouvernement britannique envoya John George Lambton pour enquêter sur les causes des émeutes. Il recommanda l'octroi d'autonomie politique et la refusion des colonies afin d'assimiler les Canadiens (le terme canadien-français apparaît plus tard car les anglophones se considéraient encore comme des Anglais), en leur rendant impossible une majorité en chambre par la fusion des deux assemblées législatives. Les deux colonies furent alors fusionnées, par l'acte d'Union, dans la province du Canada en 1840, avec l'Ontario sous le nom de Canada-Ouest (appellation donnée à la région du Haut-Canada). Le gouvernement parlementaire autonome fut octroyé en 1848.
Craignant une possible agression américaine causée par la fin de la guerre de Sécession et les idées expansionnistes de certains dirigeants américains mais aussi à cause de l'instabilité politique dans la colonie et le besoin de créer un marché intérieur à la suite du non-renouvellement du traité de réciprocité avec les États-Unis (1854-1864), le Canada-Uni, le Nouveau-Brunswick et la Nouvelle-Écosse décidèrent de fusionner en 1867 pour former un pays, à savoir le Canada. Le conflit soutenu entre les deux parties de la province du Canada causa leur séparation : elles entrèrent elles aussi dans la fédération (nommée à tort confédération) comme deux provinces distinctes, l'Ontario et le Québec.
À la fin du XIXe siècle, la partie du Nord-Ouest fut attribuée à l'Ontario, mais il y reste un fort courant séparatiste qui voudrait qu'elle soit rattachée au Manitoba.
Commençant avec la construction du chemin de fer transcontinental à travers les Grandes Plaines jusqu'à la Colombie-Britannique, l'industrie ontarienne connut un grand essor. L'exploitation minière commença au début du XXe siècle. Le mouvement nationaliste au Québec poussa plusieurs sociétés commerciales à migrer vers l'Ontario. Toronto remplaça alors Montréal comme métropole et centre économique du Canada.
Les partis politiques provinciaux principaux sont les progressistes-conservateurs, les libéraux, et les néo-démocrates. Les droitistes progressistes-conservateurs de Mike Harris détrônèrent les gauchistes néo-démocrates en 1995 ; le gouvernement Harris mit en œuvre un programme libéral de coupures dans les dépenses sociales et d'abaissement des taxes (la « Révolution du bon sens »). Cette politique équilibra le budget mais fut dénoncée pour avoir entraîné une hausse de la souffrance et de la pauvreté, surtout à Toronto. En particulier, les critiques de ce gouvernement blâment les coupures au ministère de l'Environnement pour son manque de surveillance, responsable de la « tragédie de Walkerton », une épidémie d'E. coli causée par l'eau contaminée à Walkerton, qui causa plusieurs morts et maladies en mai 2000. Harris quitta son poste en 2002 et fut remplacé par Ernie Eves. Les conservateurs furent défaits l'année suivante par le Parti libéral aux élections de 2003 avec comme Premier ministre actuel Dalton McGuinty. Réélu en 2006, il démissionna en janvier 2013 et fut remplacé par Kathleen Wynne.

## Géographie

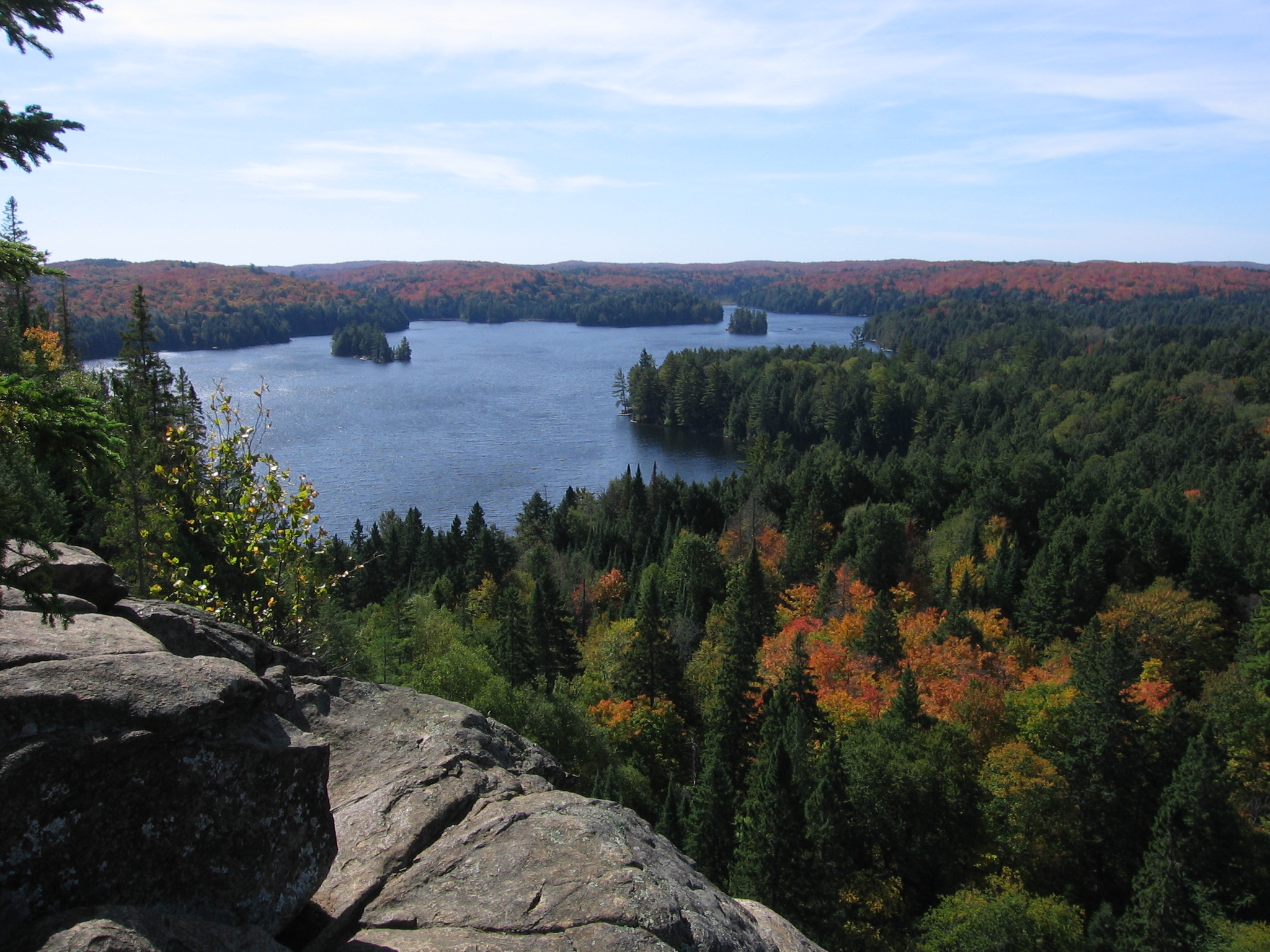
Le parc provincial Algonquin.

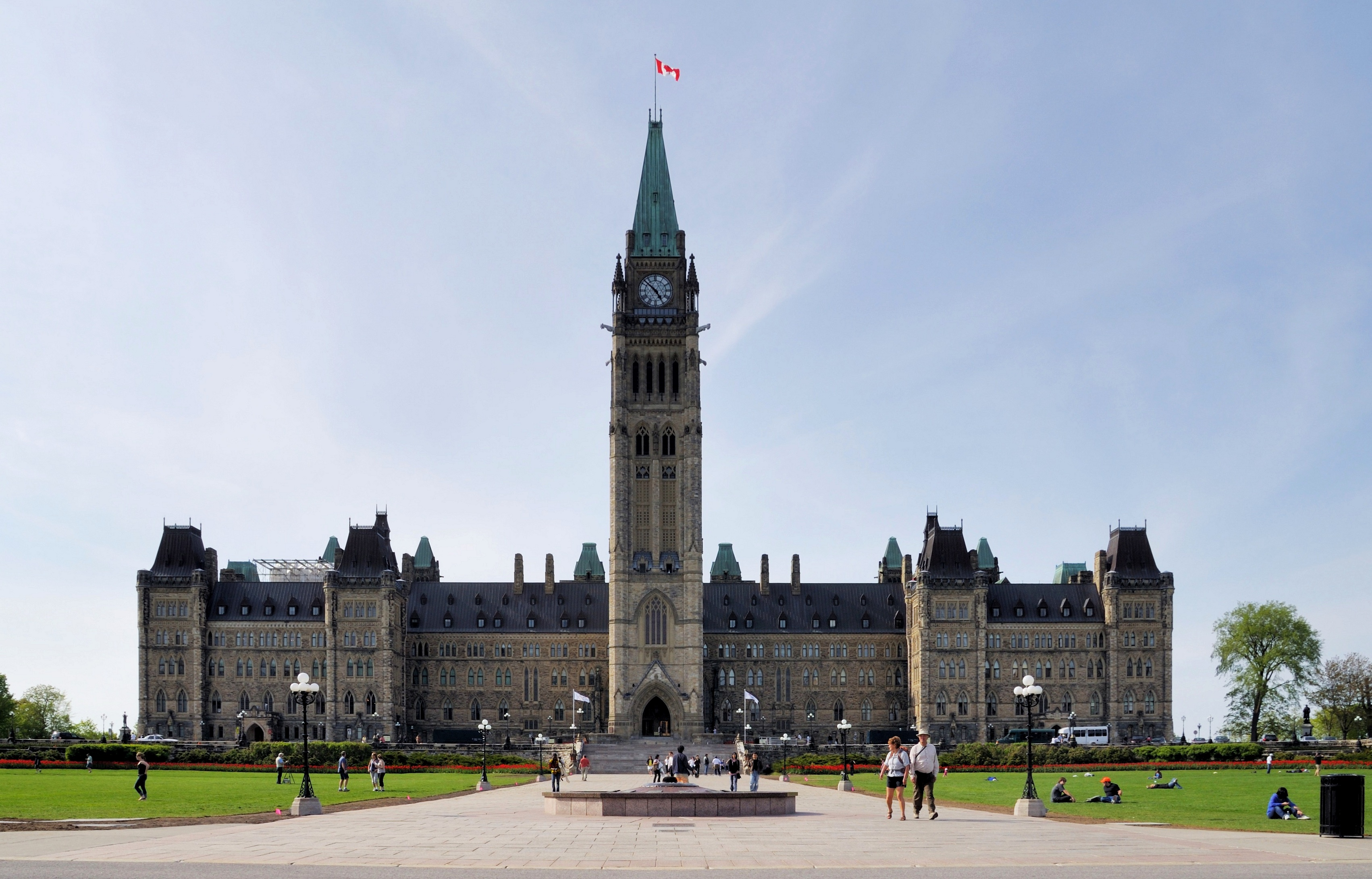
Ottawa, la capitale fédérale, se trouve en Ontario.

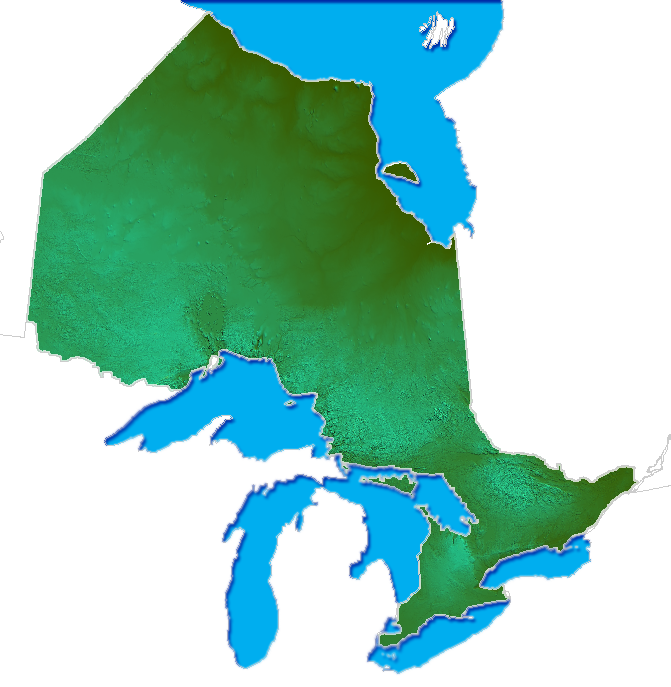
Les reliefs de la province canadienne de l'Ontario.

L'Ontario est bordé au nord par la baie d'Hudson, à l'est par le Québec, à l'ouest par le Manitoba et au sud par les États américains du Minnesota, du Michigan, de l'Ohio, de Pennsylvanie et de New York. La plus grande partie de la frontière américaine se trouve dans les quatre Grands Lacs limitrophes : le lac Supérieur, le lac Huron (incluant la baie Georgienne), le lac Érié et le lac Ontario, qui donna à la province son nom ; ainsi que dans le fleuve Saint-Laurent.
La capitale de l'Ontario et sa métropole est Toronto, le composant principal de la conurbation dite le « Golden Horseshoe » (le Croissant d'or) autour de l'extrémité ouest du lac Ontario. La capitale du pays, Ottawa, se trouve à l'extrême est de la province, sur la rivière des Outaouais, qui constitue la plus grande partie de la frontière québécoise.
La ville de Niagara Falls et les chutes du Niagara se trouvent sur la frontière new-yorkaise, près de Buffalo (État de New York, États-Unis).
La province est constituée de trois régions géographiques principales : le Bouclier canadien aux portions occidentale et centrale, une région majoritairement infertile, riche en minéraux et parsemée de lacs et de rivières ; la basse-terre de la baie d'Hudson au nord-est, principalement marécageuse et boisée ; et la région la plus populeuse (90 %) et tempérée, la vallée des Grands-Lacs et du Saint-Laurent, au sud-est. L'industrie et l'agriculture se concentrent dans cette région, avec son accès à l'océan Atlantique assuré par la voie maritime du Saint-Laurent. Le point culminant de la province est la crête Ishpatina (693 m) dans le district de Sudbury.

## Politique

### Le roi représenté par le lieutenant-gouverneur
Dans la monarchie canadienne, les fonctions du roi Charles III sont exercées par le lieutenant-gouverneur de l'Ontario, nommé par le gouverneur général du Canada sur la recommandation du Premier ministre du Canada.

### Pouvoir exécutif: Premier ministre et Gouvernement de l'Ontario

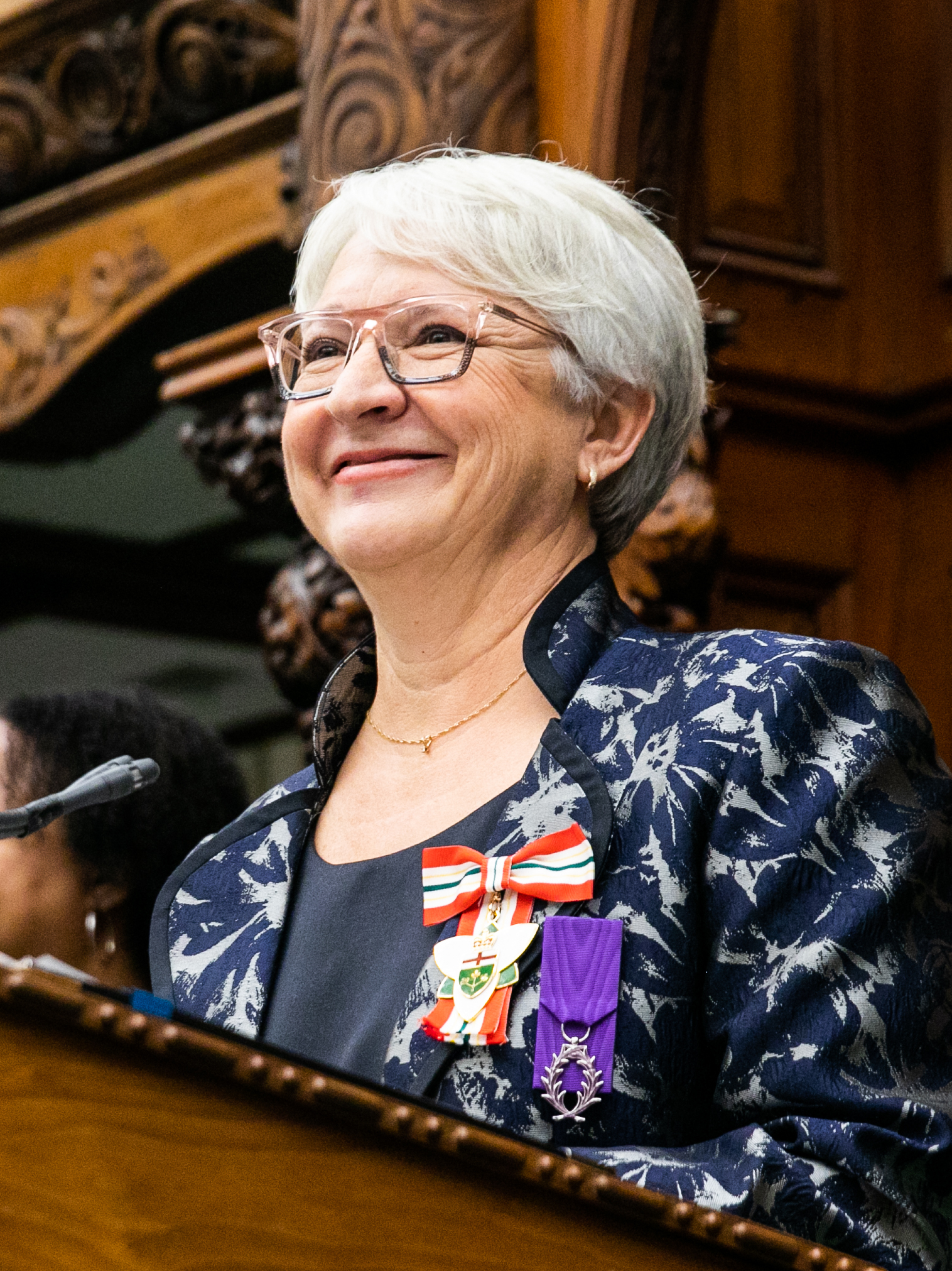
Edith Dumont, lieutenante-gouverneure de l'Ontario depuis 2023.

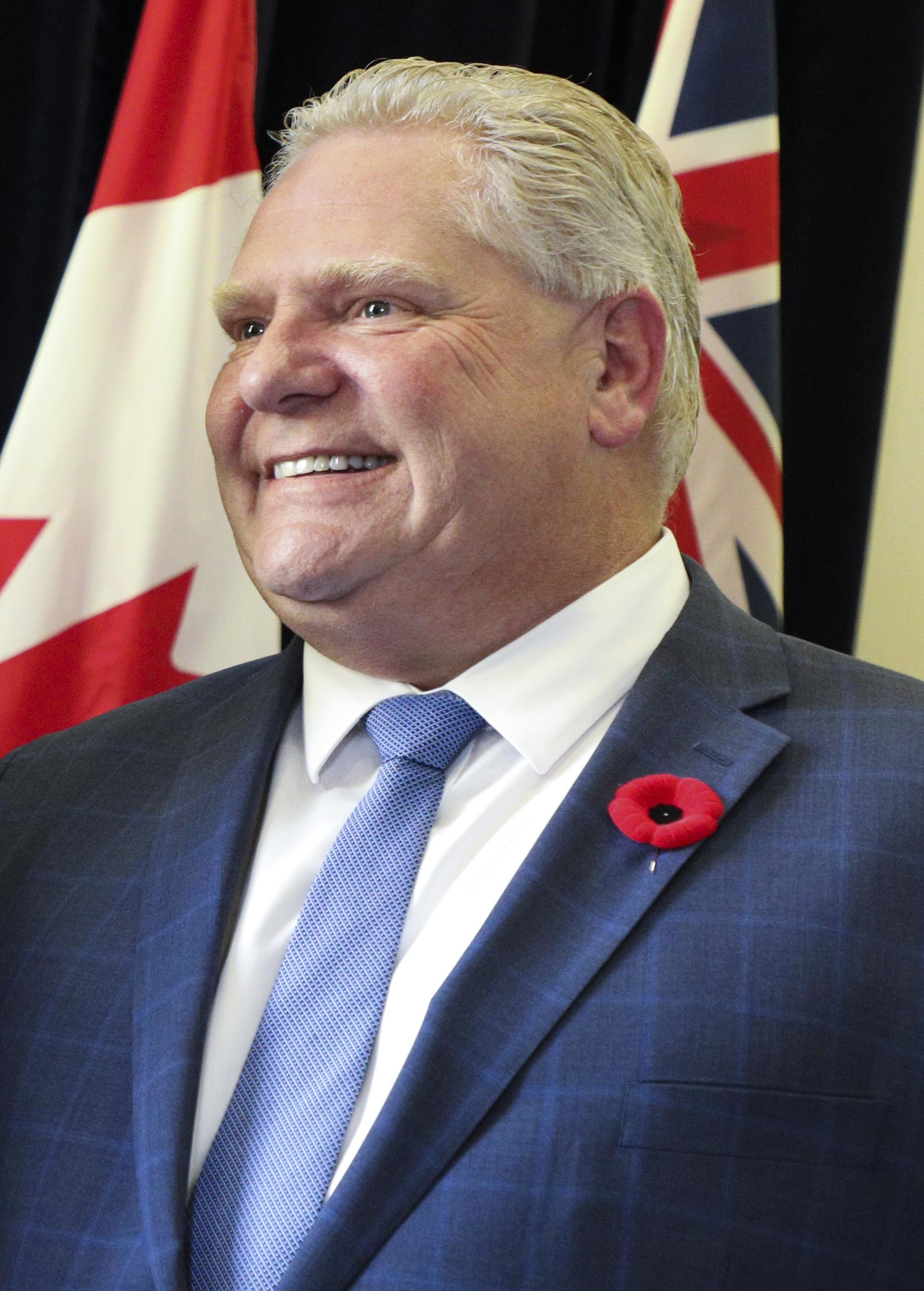
Doug Ford, Premier ministre de l'Ontario depuis 2018.

Le premier Premier ministre de l'Ontario a été le libéral Georges William Ross (libéral) de 1899 jusqu'en 1905.

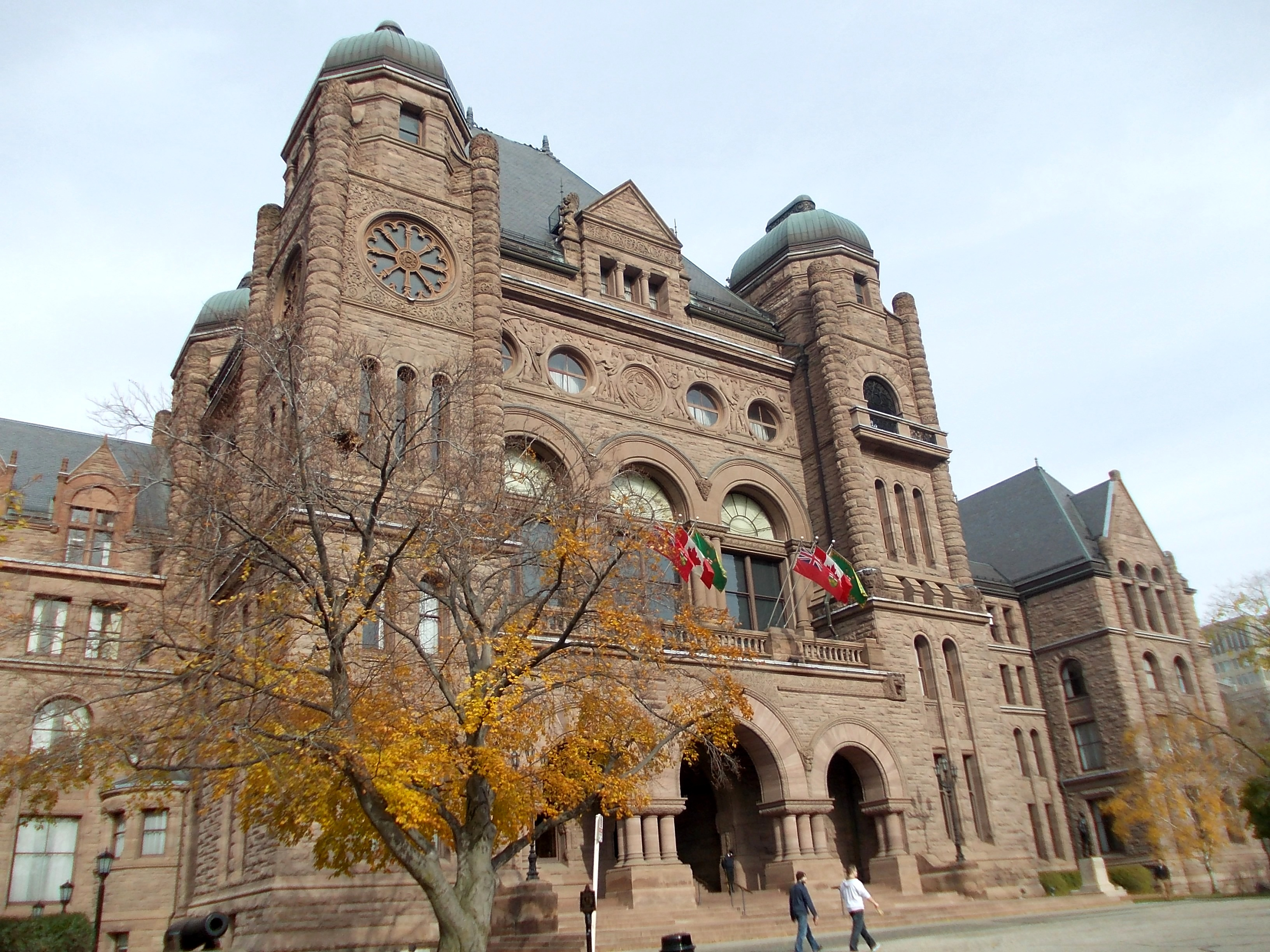
Assemblée législative de l'Ontario.

Le Premier ministre actuel du gouvernement de l'Ontario est Doug Ford.

### Système politique
La politique de l'Ontario est gouvernée par une législature monocamérale, l'Assemblée législative de l'Ontario, qui opère selon le système de Westminster. Normalement, le parti politique qui gagne le plus grand nombre de sièges dans la législature forme le gouvernement, et le chef de ce parti devient le Premier ministre de la province (c'est-à-dire le chef du gouvernement).

### Assemblée législative de l'Ontario (pouvoir législatif)
Le Parlement ontarien compte 107 sièges et les élections y sont tenues à date fixe. Lors de la dernière élection le 12 juin 2014, le Parti libéral, conduit par Kathleen Wynne, a obtenu un quatrième mandat consécutif, avec une majorité gouvernementale formée de 58 députés.

### Représentation fédérale
L'Ontario est représentée au Parlement du Canada par 120 députés et par 21 sénateurs.

## Pouvoir judiciaire – Système judiciaire

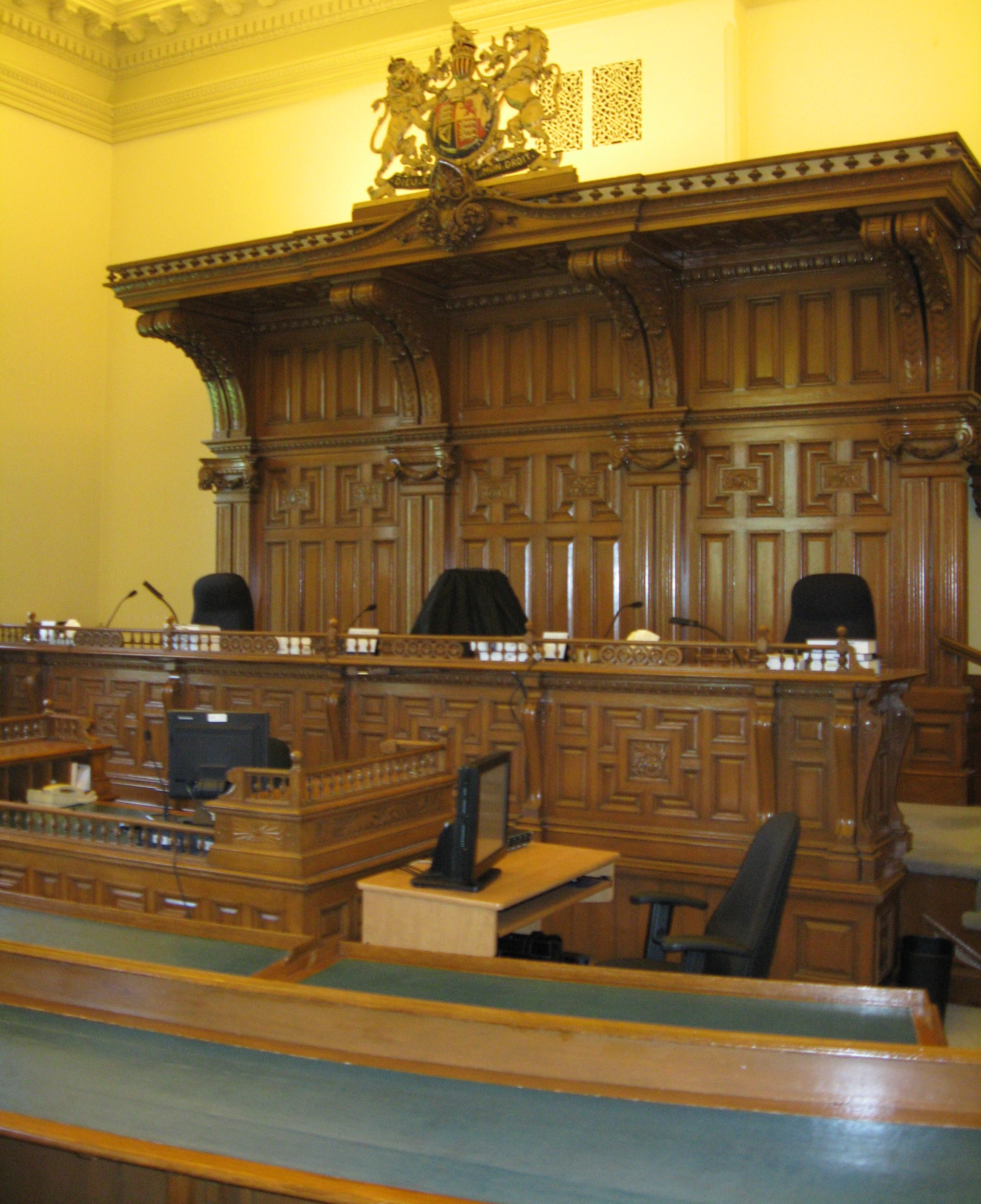
La Cour d'appel de l'Ontario.

Le pouvoir judiciaire en Ontario comprend trois tribunaux officiels :
- La Cour d'appel de l'Ontario est le plus haut tribunal de l'Ontario. Elle traite les appels de décisions de la Cour supérieure de justice et de la Cour de justice de l'Ontario. La Cour comprend le juge en chef de l'Ontario, le juge en chef adjoint de l'Ontario, et environ trente autres juges[15].
- La Cour supérieure de justice a compétence sur des affaires de droit criminel, de droit civil et de droit de la famille[16].
- La Cour de justice de l'Ontario : Les juges et juges de paix de la Cour de justice de l’Ontario président, avec indépendance et impartialité, des audiences portant sur des accusations criminelles contre des adultes et des adolescents, des affaires de protection de la famille et de l’enfance, et des infractions provinciales, dans des centaines de tribunaux de la province[17].

Particularité de l'Ontario et de l' Île-du-Prince-Édouard : les coroners sont des médecins, alors que dans le reste du Canada, les coroners peuvent provenir de différents milieux.

### Francophonie
L'Ontario fait partie de l'Assemblée parlementaire de la francophonie. Le ministère des Affaires francophones s'assure de son côté de l'accessibilité des ressources gouvernementales en français sur le territoire ontarien dans le respect du patrimoine linguistique et culturel des francophones de l’Ontario.

## Économie

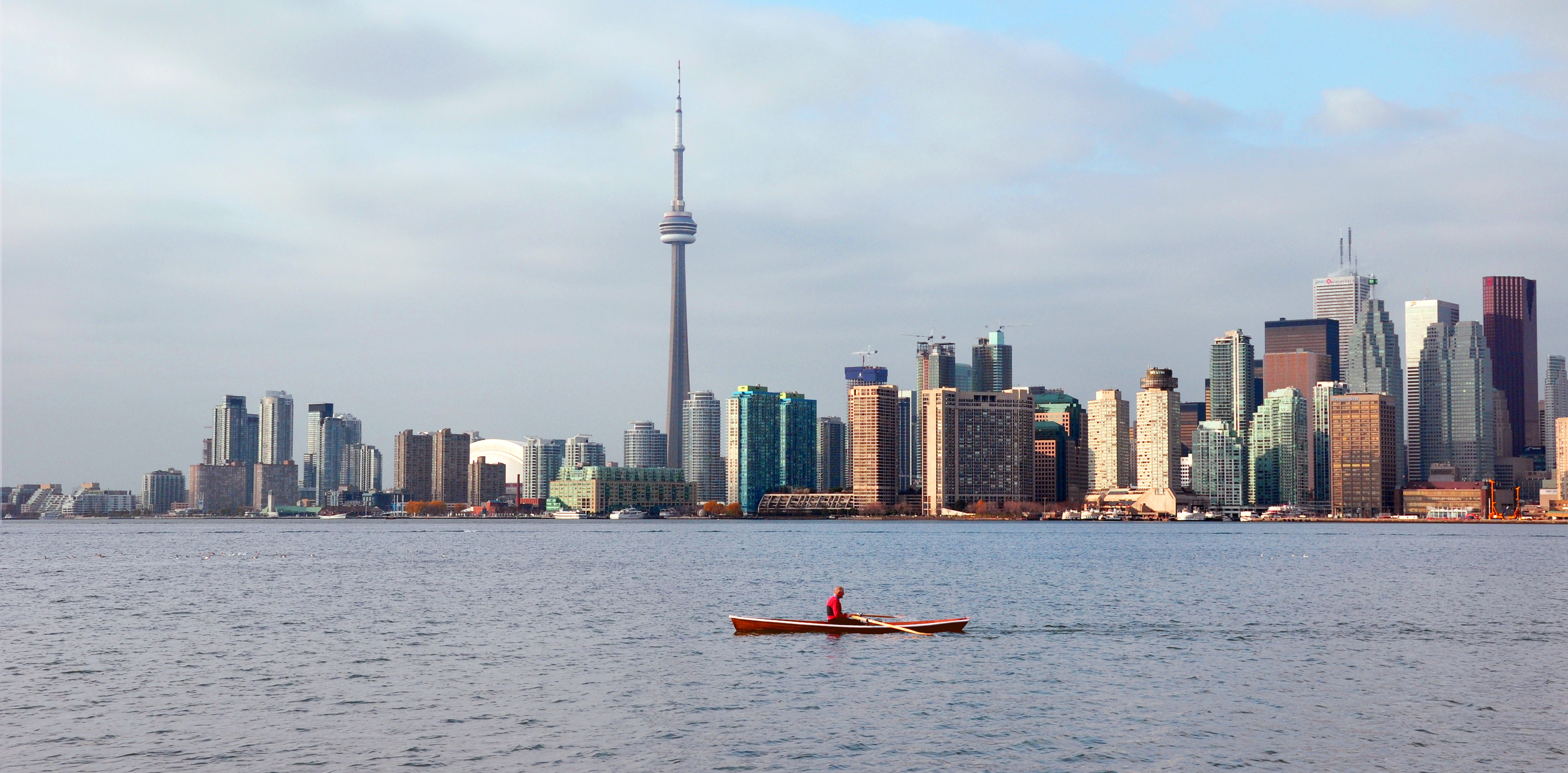
Toronto, la capitale de la province et la plus grande ville du pays.

L'industrie principale de la province est la fabrication, se localisant particulièrement à la région Golden Horseshoe, la plus industrialisée du pays. Les productions importantes sont les automobiles, le fer, l'acier, la nourriture, les appareils électriques, la machinerie, les produits chimiques et le papier. Le secteur de la haute technologie est présent, surtout dans les régions de Waterloo et d'Ottawa. L'agriculture est étendue dans le Sud-Ouest et la vallée du Saint-Laurent ; l'industrie minière se trouve surtout dans le Bouclier canadien, autour de Sudbury. Grâce à ses rivières, l'Ontario est riche en énergie hydroélectrique. La filière Candu des centrales nucléaires, en difficulté, ne permet pas de fermer les énormes centrales au charbon dont celle de Nanticoke.

### Budget annuel
Le budget de 2017-2018 de l'Ontario est de 141,2 milliards de dollars. Ce budget prévoit entre autres une augmentation de 145 millions de dollars accordés dans le cadre de l’accord bilatéral sur l’apprentissage et la garde des jeunes enfants,.

### Place dans l'économie canadienne
- En 2022, l’Université de Toronto est l’une des deux meilleures universités canadiennes[23].
- En 2014, l’Ontario est l’une des provinces les plus performantes en termes de rendement de l'éducation et des compétences[24].
- En 2021, l’Ontario est la province la plus performante du classement de l'innovation globale[25].
- En 2017, avec un chèque de 963 millions de dollars, l’Ontario reçoit le plus petit montant de péréquation du pays par rapport à la taille de sa population[26].
- En février 2018, l'Ontario se classe au premier rang des ventes de véhicules électriques du pays[27].
- En juin 2017, l'Ontario s'est hissé à la deuxième place parmi les provinces à forte croissance au cours des trois dernières années[28].
- L'Ontario disposait de la plus grande capacité d'énergie éolienne avec 4 900 MW d'énergie (soit 41 % de la capacité du Canada)[29].

## Société

### Démographie
En 2016, la population de l'Ontario est de 13 448 494 habitants. La croissance démographique annuelle est de 1,1 %. L'espérance de vie est de 83,6 ans pour les femmes, et 79,2 ans pour les hommes.
Près de six millions de personnes vivent dans la région métropolitaine de Toronto.
| Recensement de 2016                           | Recensement de 2016                           | Population | % de la population totale |
| --------------------------------------------- | --------------------------------------------- | ---------- | ------------------------- |
| Minorités visibles                            | Asie du Sud                                   | 1 150 415  | 8,6 %                     |
| Minorités visibles                            | Chinois                                       | 754 550    | 5,6 %                     |
| Minorités visibles                            | Noirs                                         | 627 715    | 4,7 %                     |
| Minorités visibles                            | Philippins                                    | 311 675    | 2,3 %                     |
| Minorités visibles                            | Arabes                                        | 210 435    | 1,6 %                     |
| Minorités visibles                            | Latinos                                       | 195 950    | 1,5 %                     |
| Minorités visibles                            | Autres minorités visibles                     | 634 845    | 4,7 %                     |
| Total de la population des minorités visibles | Total de la population des minorités visibles | 3 885 585  | 28,9 %                    |
| Autochtones                                   | Premières Nations                             | 236 680    | 1,8 %                     |
| Autochtones                                   | Métis                                         | 120 585    | 0,9 %                     |
| Autochtones                                   | Inuits                                        | 3 860      | 0 %                       |
| Total population autochtone                   | Total population autochtone                   | 374 395    | 2,8 %                     |
| Canadiens européens                           | Canadiens européens                           | 9 188 514  | 68,3 %                    |
| Population totale                             | Population totale                             | 13 448 494 | 100 %                     |

Le graphique qui aurait dû être présenté ici ne peut pas être affiché car il utilise l'ancienne extension Graph, désactivée pour des questions de sécurité. Des indications pour créer un nouveau graphique avec la nouvelle extension Chart sont disponibles ici.

Lors du Recensement du Canada de 2021, 757 410 personnes ont déclaré être nées aux Philippines et avoir immigré au Canada, ce qui fait des Philippines le troisième pays d’origine en importance pour l’immigration au Canada, après l’Inde (1,2 million) et la Chine (830 980). Un peu plus des trois quarts (76,5 %) des Philippino-Canadiens (Canadiens d’origine philippine) vivaient en Ontario (355 680 personnes), en Alberta (203 960) et en Colombie-Britannique (172 915) au moment du recensement. Ils ont le taux d’emploi le plus élevé parmi tous les Canadiens et un niveau bien supérieur à la moyenne nationale de 65,4 %, et ont un fort sentiment d’appartenance au Canada .
En 2024, la population de l'Ontario est estimée à 15 944 379 habitants .

### Religion

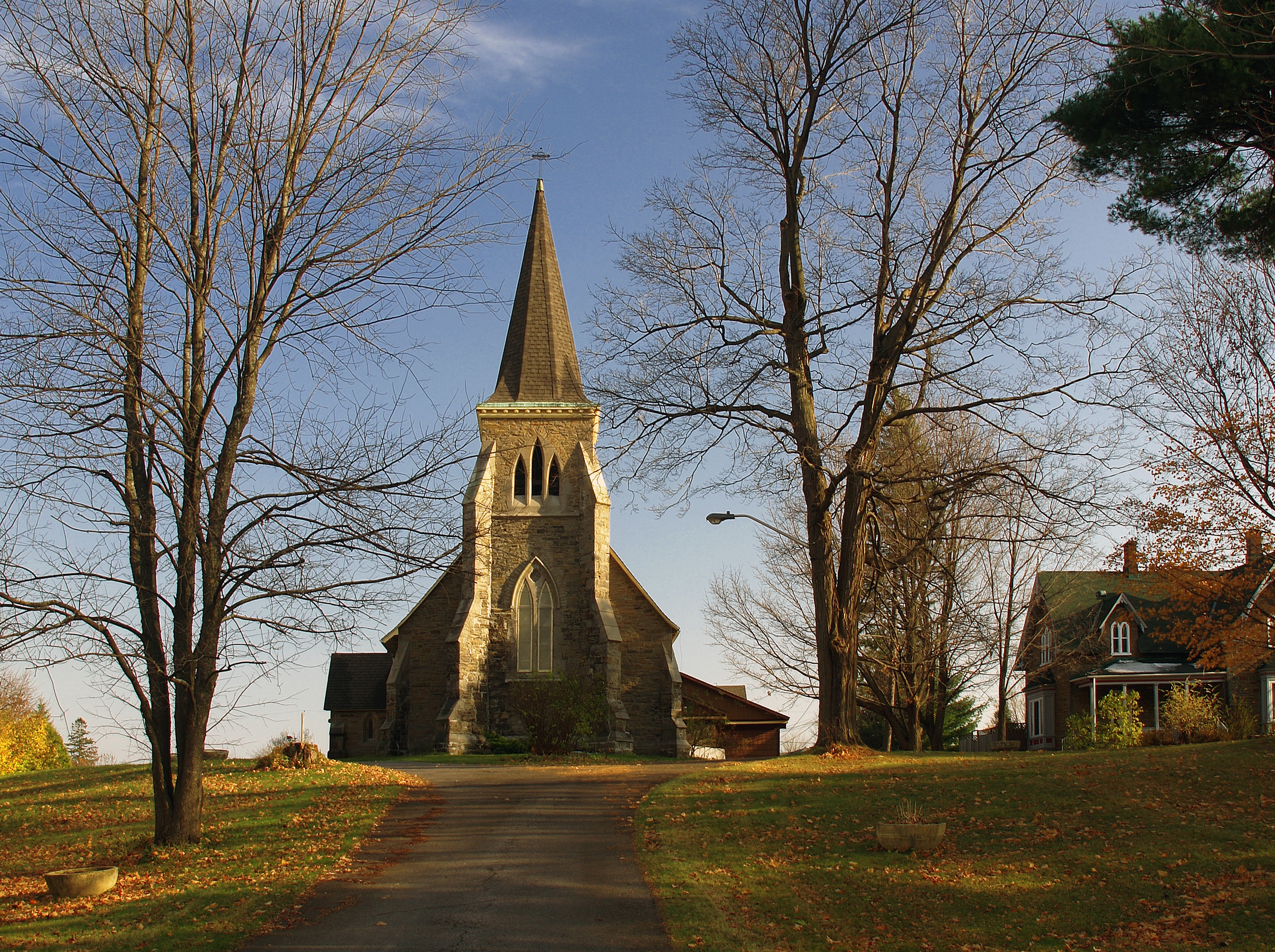
La Holy Trinity Anglican Church située à Hawkesbury.

La religion chrétienne est la religion la plus importante dans la province de l'Ontario, répartis en catholiques (3 911 760) ou protestants (3 935 745).
La présence de protestants en Ontario, comme partout au Canada, impose aussi une dualité historique entre l'Église anglicane et l'Église catholique . Ainsi les catholiques sont représentés par l'Assemblée des évêques catholiques de l’Ontario (17 diocèses et éparchies ) et les anglicans par le Diocèse anglican de l'Ontario.

### Culture

#### Gastronomie

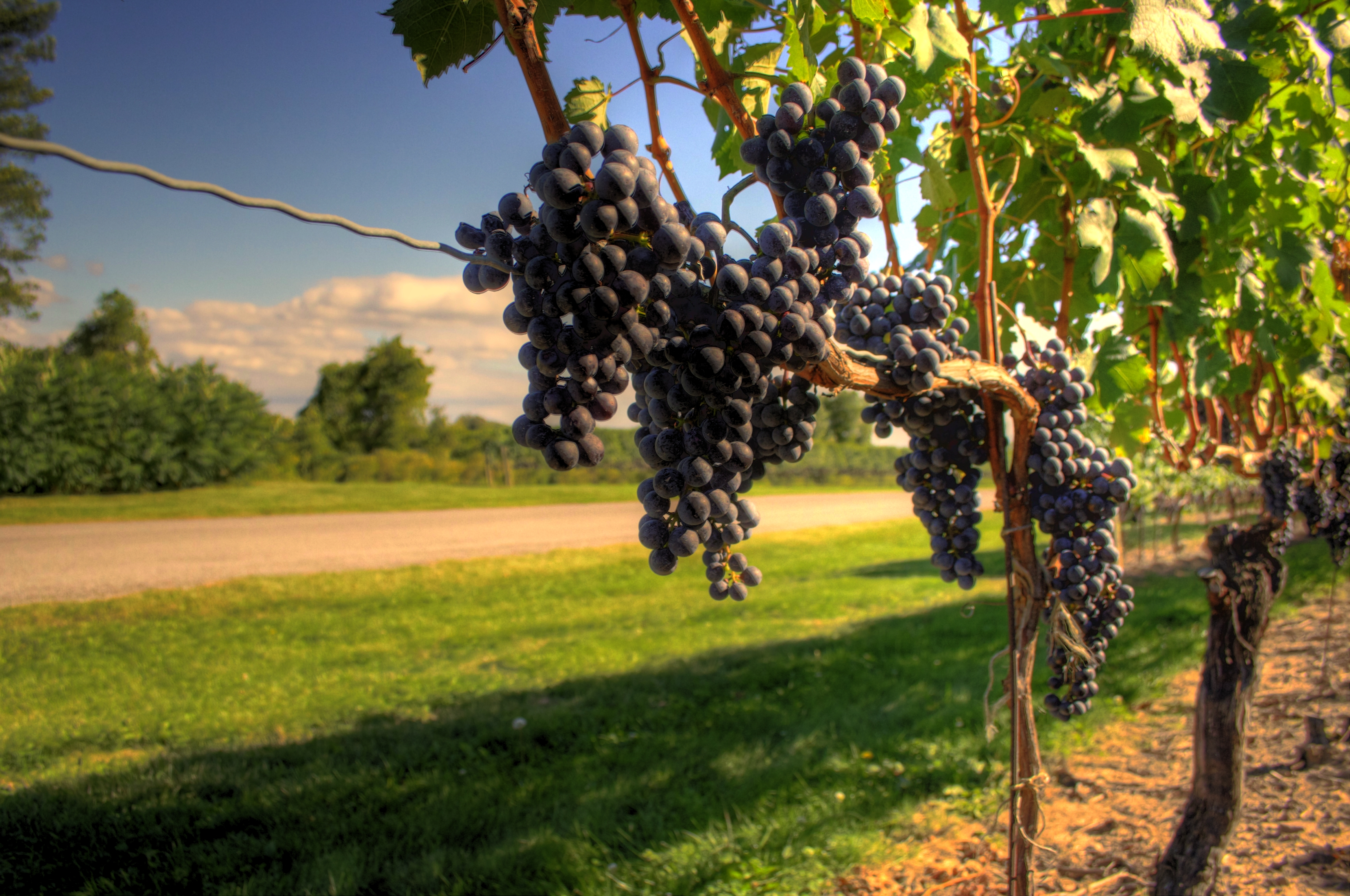
Le raisin de l'Ontario se consomme comme tel ou transformé en vin.

Au niveau des aliments, on retrouve beaucoup de légumes et de fruits (tomates, pêches, fraises, cerises et raisins) en Ontario. On retrouve aussi de la viande, du poisson, du fromage et des produits laitiers. Enfin, le vin est pour sa part une boisson propre à la province.

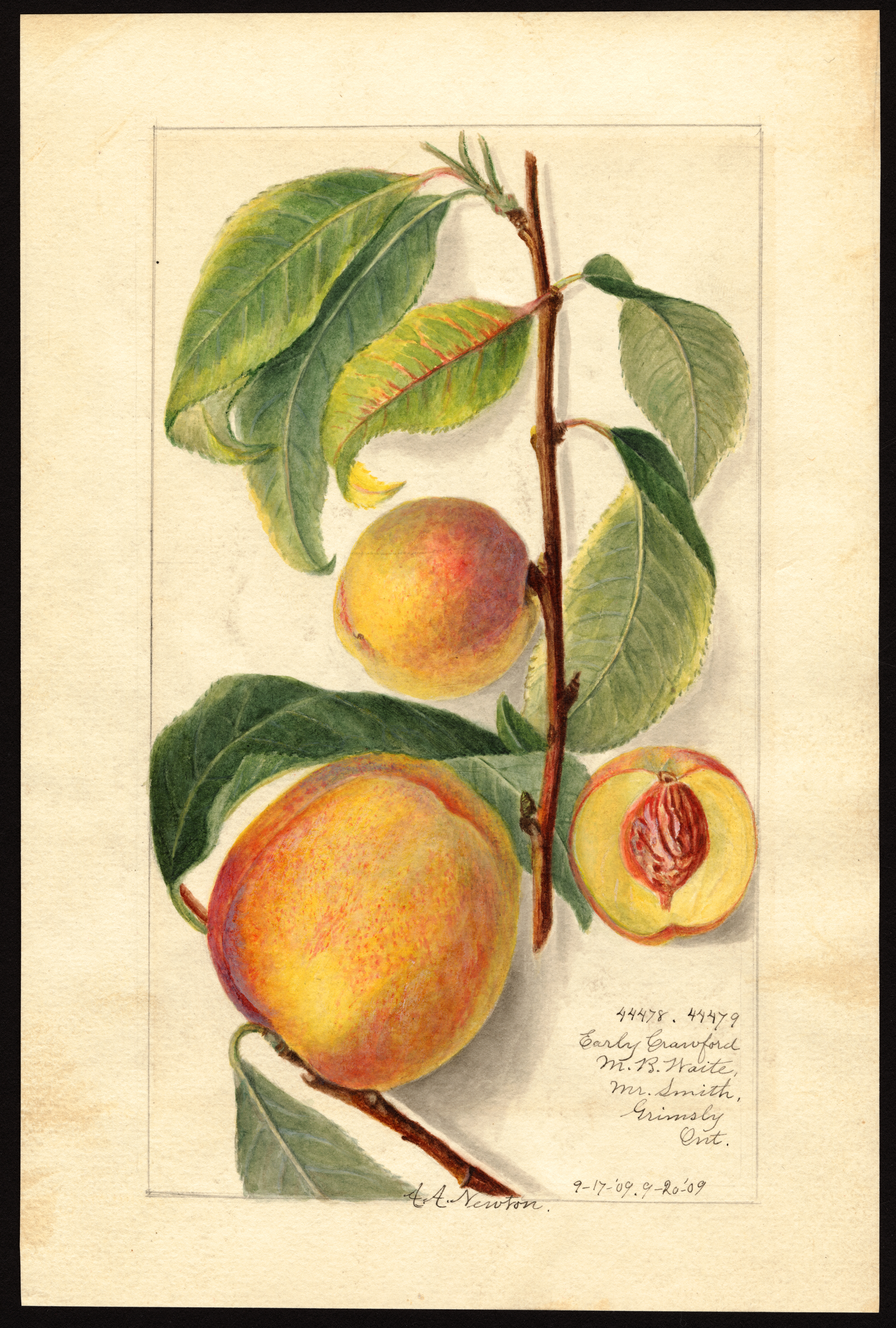
Ce specimen de pêche se trouve en Ontario.

Parmi les plats les plus représentatifs de l'Ontario on peut noter le rosbif et les tartes au beurre,,.

### Langues
La province de l'Ontario a une forte prédominance anglaise, selon les études de Statistique Canada effectuées sur la période 1971-2006, 69,1 % des Ontariens déclarent avoir pour langue maternelle l'anglais, 4,2 % le français et 26,6 % des tierces langues (italien, allemand, russe, arabe, pendjabi). Selon Statistique Canada en 2011, 11 % de la population ontarienne parle anglais et français.

#### Français
Plus de 548 940 francophones (Franco-Ontariens) habitent la province, la plus grande communauté francophone canadienne hors du Québec en nombre absolu mais pas en pourcentage (les francophones ne représentent que 3 à 4 % de la population ontarienne, à comparer aux 33 % de francophones du Nouveau-Brunswick, province officiellement bilingue). Seulement 62 % (recensement 2001) des Franco-Ontariens utilisent encore le français comme langue d'usage, soit environ 340 000 personnes « effectivement » francophones (les autres, soit 38 %, ont adopté l'anglais comme langue d'usage).
La population de langue française se trouve surtout concentrée dans les régions situées à proximité de la frontière avec le Québec, c'est-à-dire dans l'Est ontarien (le long de la rivière des Outaouais) et le Nord-Est ontarien. Dans un seul comté de l'Ontario, celui de Prescott-Russell (jouxtant le Québec), les francophones sont numériquement majoritaires (à environ 66 %), ce qui constitue un cas unique pour toutes les provinces du Canada se trouvant à l'ouest de la rivière des Outaouais.
La communauté francophone a le droit aux écoles et aux conseils scolaires en français, institutions gérées par les Franco-Ontariens eux-mêmes[citation nécessaire]. Au niveau de l'enseignement supérieur, il y a cinq universités bilingues où le français est une langue officielle : l'université d'Ottawa, l'université Saint-Paul, toutes deux situées à Ottawa, le campus Glendon de l'Université York à Toronto, l'université Laurentienne à Sudbury et le collège militaire royal du Canada à Kingston. De plus, l'université de Hearst, affiliée à l'université Laurentienne, offre des cours en français dans divers programmes à ses campus de Hearst, Kapuskasing et Timmins. Créée en 2017, l'Université de l'Ontario français à Toronto offre des cours uniquement en français depuis septembre 2021.
Depuis 1986, la Loi sur les services en français garantit au public le droit de recevoir en français les services du gouvernement provincial. En cela, le Gouvernement de l'Ontario a fait des efforts considérables et réels pour améliorer et renforcer le statut du français en Ontario.
De plus, il a tenu compte de l'influence et de la ténacité des organismes franco-ontariens pour veiller à respecter les droits linguistiques effectifs des francophones : par exemple, dans l'affaire de l'hôpital Montfort, unique hôpital francophone de la région d'Ottawa et institution très importante pour les Franco-Ontariens, que le Gouvernement ontarien avait prévu de fermer à la fin des années 1990, les autorités provinciales ont dû renoncer en raison de la mobilisation de l'ensemble de la communauté et des poursuites judiciaires, ce qui a permis à l'hôpital Montfort de demeurer ouvert aujourd'hui.
De nombreux étudiants anglophones qui habitent dans la province ont une connaissance scolaire du français (voire des connaissances approfondies), et la langue est apprise comme langue seconde (après leur langue maternelle, qui est l'anglais) par plusieurs milliers d'Ontariens anglophones, surtout à l'est de la province (proche du Québec). Comme partout au Canada anglophone, le français est la langue seconde privilégiée dans le système éducatif : si une minorité d'anglophones ontariens sont parfaitement bilingues (bien que ce nombre et le pourcentage augmentent), la très grande majorité des Ontariens apprennent le français à l'école et sont donc généralement capables de lire, de comprendre et de parler la langue dans le cadre de conversations simples[citation nécessaire].
Cependant, une nouvelle définition de la francophonie ontarienne, entrée depuis peu en vigueur, augmente le nombre de francophones de 52 000 : cela tient à l'élargissement de la définition provinciale de ce qu'est un francophone. Un francophone ontarien sera donc, désormais, une personne qui a le français pour langue maternelle, pour langue d'usage, ou qui le connaît sans l'avoir pour langue maternelle. Ceci afin de ne plus exclure des statistiques les immigrants haïtiens, congolais, algériens… qui s'installaient en Ontario. En vertu de cette nouvelle définition, l'Ontario compte 580 000 francophones, ce qui correspond à 4,8 % de la population de la province.
Le Festival franco-ontarien est un événement majeur pour les francophones et francophiles de l'Ontario. Ce festival propose concerts et animations pour les grands comme les petits, et a été créé en 1976 par Pierre DeBlois (président de l’ACFO d’Ottawa-Carleton à cette époque) et a pour mission première de célébrer la fierté culturelle française et plus particulièrement la communauté francophone ontarienne. C'est aussi un moment pour les anglophones de découvrir davantage la culture française dans le monde entier (musique, art de rue, cuisine, etc.).

## Santé
Une détérioration de la santé mentale de la population est observée en Ontario, provoquée en particulier par la pauvreté et la consommation de drogue. En 2022, la demande de services psychologiques dans la province a augmenté de 50 % ; plus d’un jeune sur deux dit souffrir d’un trouble mental.

## Médias
Les médias de l’Ontario se répartissent entre presse, télévision et radio,, :

### Journaux
- Toronto Star (tirage 419 070)
- The Globe and Mail (tirage 313 378)
- StarMetro (tirage 275 617)
- Toronto 24 Hours (tirage 247 236)
- Toronto Sun (tirage 178 461)
- National Post (tirage 147 442)
- Ottawa Citizen (tirage 116 392)
- The Hamilton Spectator (tirage 102 000)
- London Free Press (tirage 73 990)
- Tonight (en) (tirage 70 000)
- Le Droit

### Télévision
Parmi ses chaînes de télévision, l'Ontario compte :
- TVO, télédiffuseur public anglophone
- TFO, télédiffuseur public francophone
- Omni Television, télédiffuseur multiculturel

### Radio
Parmi les chaînes ontariennes de radio on trouve notamment CHIN radio (en), un radiodiffuseur plurilingue.

## Symboles provinciaux
La devise de l'Ontario est Ut incepit fidelis sic permanet (Fidèle elle commença, fidèle elle restera).
L'emblème de l'Ontario est la fleur provinciale : le trille blanc, Trillium grandiflorum. L'oiseau provincial est le plongeon huard (Gavia immer), comme le Canada ; l'arbre provincial est le pin blanc (Pinus strobus), et le minéral provincial est l'améthyste.
Le tartan officiel (en) de la province, qui est un tissu de laine à carreau typique des peuples celtes et symbole au Canada du régime anglais, a été dessiné en 1965 par Rotex Ltd et adopté officiellement en l'an 2000.

### Sports
- Sénateurs d'Ottawa (LNH)
- Maple Leafs de Toronto (LNH)
- Blue Jays de Toronto (MLB)
- Marlies de Toronto (LAH)
- Bulldogs de Hamilton (LAH)
- Argonauts de Toronto (LCF)
- Tiger-Cats de Hamilton (LCF)
- Raptors de Toronto (NBA)
- Toronto FC (MLS)
- Rouge et Noir d'Ottawa (LCF)

## Personnalités liées
- Frederick Banting, né en 1891, à Alliston, Ontario, prix Nobel de physiologie ou médecine de 1923, pour avoir découvert l'insuline.
- Bertram Brockhouse, physicien canadien. Il est colauréat du prix Nobel de physique 1994.
- Amanda Laine (1992-), mannequine.